# 5371 Albertoaccomazzi
Az 5371 Albertoaccomazzi (ideiglenes jelöléssel (5371) 1987 VG1) a Naprendszer kisbolygóövében található aszteroida. Ueda és Kaneda fedezte fel 1987. november 15-én.